# Лавренко, Александр Николаевич
Александр Николаевич Лавренко (9 марта 1983, Лозовая, Харьковская область — 21 июля 2014, Пески, Донецкая область) — капитан Вооруженных сил Украины, командир танковой роты 93-й отдельной механизированной бригады, участник войны на востоке Украины. Герой Украины (2016, посмертно).

## Биография
Александр Лавренко родился 9 марта 1983 года в городе Лозовая Харьковской области (Украина). Образование получил в Лозовской средней образовательной школе № 7. После её окончания вступил в Харьковский институт танковых войск, который окончил в 2005 году.
С 8 июля 2014 года участвовал в Вооружённом конфликте на востоке Украины. 21 июля 2014 в боях за Пески экипаж танка, которым командовал капитан 93-й отдельной механизированной бригады  Александр Лавренко, в составе танковой роты при поддержке механизированного взвода вел бой по захвату и уничтожению опорного пункта ополченцев. После получения боевого приказа экипаж танка Лавренко в голове колонны вышел на блокпост противостоящих сил. На блокпосту танкисты попали в засаду, завязался бой. Ополченцы разместили два танка и пулеметные расчеты на блокпосту, позади расположены минометная батарея и снайперские позиции.
Прямым выстрелом из танка Лавренко поразил один из танков противника, следующими выстрелами уничтожены пулеметные расчеты и 2 автобуса врага. Противники начали минометный обстрел, экипаж БМП-2, двигалась в колонне за танком, осуществляет эвакуацию раненых военнослужащих. Танкисты захватили блокпост и прикрывали действия механизированного подразделения и эвакуационной группы огнем танковой пушки и пулемета.
Противники начали контратаковать, танк капитана Лавренко первым двинулся на вероятный рубеж атаки, уничтожил 2 минометных расчета и значительно оторвался от основных сил.
При маневрировании для уклонения от огня противника, боевая машина попала на фугас, члены экипажа Александр Вохромеев и Андрей Кулягин погибли. Капитан Лавренко был тяжело ранен, но не сдался врагу и не допустил захвата танка, подорвав себя. Благодаря действиям экипажа удалось не допустить контратаки подразделения вооруженных сил ДНР «Кальмиус», что дало возможность подразделениям группы 93-й бригады закрепиться и выполнить боевую задачу.
Был похоронен в Лозовой.

## Награды
- Звание Герой Украины с вручением ордена «Золотая Звезда» (9 сентября 2016, посмертно) — «за исключительное мужество, героизм и самопожертвование, проявленные в защите государственного суверенитета и территориальной целостности Украины, верность военной присяге»[1];
- Орден Богдана Хмельницкого III степени (4 июня 2015 году, посмертно) — «за личное мужество и высокий профессионализм, проявленные в защите государственного суверенитета и территориальной целостности Украины, верность военной присяге»[2];
- Негосударственная награда орден «Народный Герой Украины» (2015, посмертно).